# Harold von Braunhut
Harold Nathan Braunhut (31 de marzo de 1926 – 28 de noviembre de 2003), también conocido como Harold von Braunhut, fue un inventor y comerciante de ventas por correo estadounidense, famoso por ser el creador y vendedor de los Sea Monkeys y los lentes de rayos X.

## Biografía
Braunhut nació en Memphis, Tennessee, el 31 de marzo de 1926. Creció en la ciudad de Nueva York y residió allí hasta la década de 1980, cuando se mudó a Maryland. Su abuelo, Tobias Cohn, fue jefe de la Compañía de Juguetes T. Cohn hasta principios de la década de 1940.
Según un informe en The Washington Post, fue criado "como Harold Nathan Braunhut, un judío", relevante a la luz de su posterior asociación con grupos de supremacistas blancos. Agregó "von" a su nombre en algún momento de la década de 1950 para obtener un sonido más germánico y así poder estar más distante de su familia judía.
Su primer matrimonio fue con Charlotte Braunhut. Su segundo matrimonio fue con la actriz Yolanda Signorelli, quien tomó un papel activo en la comercialización de Sea Monkeys. Tenía un hijo, Jonathan, y una hija, Jeanette LaMothe.
Harold von Braunhut falleció el 28 de noviembre de 2003 en su casa en Indian Head, Maryland, luego de una caída accidental.

## Actividades empresariales
Braunhut utilizó anuncios de cómics para vender una variedad de productos extravagantes. Poseía 195 patentes para varios productos, muchos de los cuales se han convertido en íconos culturales, incluyendo:
- Lentes de rayos X, que según los anuncios publicitarios permitirían al usuario ver a través de la ropa y la carne. El producto ha atraído a generaciones de preadolescentes curiosos.
- Sea Monkeys o "Monos marinos", que son pequeños huevos de camarones salinos que "cobraban vida" cuando se agrega agua.[7] Las ventas aumentaron cuando el ilustrador de cómics Joe Orlando dibujó anuncios de cómics que mostraban a los Sea Monkeys humanizados disfrutando de la vida en su mundo submarino de fantasía. Miles de millones de pequeñas criaturas se han vendido a lo largo de los años y han generado sitios web de fanáticos, una serie de televisión y un videojuego. El astronauta John Glenn llevó 400 millones de "Amazing Sea-Monkeys" al espacio con él en 1998.[1]
- Cangrejos locos, que simplemente eran cangrejos ermitaños.
- Monstruos Espeluznantes asombrosos, una tarjeta con un monstruo imprimido al que le crecería "cabello" (en realidad, cristales minerales) cuando se les añadiera agua.
- Invisible Pez Dorado, pez imaginario que se garantizó que permanecería permanentemente invisible.

Braunhut también corrió en motocicletas bajo el nombre de "The Green Hornet", y dirigió un showman cuyo acto consistió en zambullirse 40 pies (12 m) en una piscina infantil llena de solo 1 pie (0,30 m) de agua. Braunhut también estableció un área de conservación de vida silvestre en Maryland.

## Opiniones raciales
El Washington Post declaró en un informe que, a pesar de su etnia judía, tenía una estrecha asociación con los grupos de supremacía blanca, compraba armas de fuego para una facción del Ku Klux Klan y asistía regularmente a la conferencia anual de las Naciones Arias. En una entrevista de 1988 con The Seattle Times, se refirió a los "rasgados, impenetrables ojos coreanos" de los dueños de tiendas coreanas y fue citado diciendo: "Sabes de qué lado estoy. No tengo ninguna duda al respecto."